# Yann (Comicautor)
Yann, mit bürgerlichen Namen Yann le Pennetier (* 25. Mai 1954 in Marseille) ist ein französischer Comicautor. Neben dem Pseudonym Yann signierte er auch mit Balac und als Kollektiv Pearce.

## Leben

### Anfänge im Magazin Spirou (1975–1982)
Nachdem Yann Architektur  und Kommunikation studiert hatte, begann er sich dem Comic zu widmen. Zuerst war er Zeichner, aber er bevorzugte es dann die Szenarien zu schreiben. Im Jahr 1978 traf Yann Didier Conrad und sie begannen zusammen ihre Comics im belgischen Magazin Spirou zu veröffentlichen. Zwischen 1980 und 1982 erschienen zwei Bände ihrer Serie Helden ohne Skrupel (Les Innommables).
Obwohl Yann und Conrad gute Arbeit leisteten, stiegen sie, nach Entscheidung der Redaktion, 1982 aus der Zeitschrift aus.

### Neubeginn in der Zeitschrift Circus (1983–1989)
In der Zeitschrift Circus begannen nun Yann und Conrad von Neuem. Ihre erste Geschichte, die in Circus erschien, war Bob Marone. Weitere Veröffentlichungen waren zum Beispiel La Patrouille des libellules et Lolo et Sucette mit Marc Hardy (1984 und 1988), Yoyo mit Frank Le Gall (1985–1987) und Sambre mit Yslaire (1985–1989). Yann schrieb die Szenarien für die letzten drei Bände von Die Abenteuer von Freddy Lombard von Yves Chaland. Mit Nuit blanche (mit Zeichnungen von Olivier Neuray) erschien im Jahr 1989 Yanns erste realistische und klassische Geschichte.

### Die Arbeit nach Circus
Obwohl zwischen 1998 und 2015 Geschichten in Bodoï erschienen sind, beschäftigte sich Yann seitdem mehr mit Geschichten in Albenform.
Yanns Arbeiten sind sehr vielfältig. So veröffentlichte er sogar das Marsupilami mit Batem, Lucky Luke mit Morris und Kid Lucky mit Conrad.
2007 kehrte Yann zum Spirou-Magazin des Dupuis-Verlages zurück, wo er mit Fabrice Tarrin die One-Shots Spirou und Fantasio – Die Gruft derer von Rummelsdorf (2006) und mit Olivier Schwartz Operation Fledermaus (2009) sowie Die Leopardenfrau (2014) mit der Fortsetzung Der Meister der schwarzen Hostien (2016) veröffentlichte. 2021 wandte er sich zusammen Olivier Schwartz der Serie „Atom Agency“ zu.

## Werke (Auswahl)
- seit 1983: Helden ohne Skrupel mit Didier Conrad, 12 Bände
- 1984–1985: Bob Marone mit Didier Conrad, 2 Bände
- 1986–1987: Yoyo mit Frank Le Gall, 2 Bände
- 1986–1989: Die Abenteuer von Freddy Lombard mit Yves Chaland, 3 Bände
- 1986 und 1990: Sambre mit Yslaire, 2 Bände
- 1988: Theodor Pussel mit Frank Le Gall, 1 Band
- 1989–1997: Nuit Blanche mit Olivier Neuray, 5 Bände
- seit 1989: Lolo et Sucette mit Marc Hardy, 6 Bände
- 1996: Lucky Luke-Band 70 Am Klondike mit Jean Léturgie (Co-Texter) und Morris (Zeichnungen)
- 1997: Lucky Luke-Band 73 Oklahoma Jim (Lucky Kid 2) mit Jean Léturgie (Co-Texter), Morris und Didier Conrad (Zeichnungen)
- 1999–2003: Cotton Kid mit Jean Léturgie (Co-Texter) und Didier Conrad (Zeichnungen), 6 Bände
- 1999–2005: Spoon & White mit Jean und Simon Léturgie, 6 Bände
- 2003–2010: Die Ewigen mit Félix Meynet, 6 Bände
- seit 2006: Spirou und Fantasio mit Jean-David Morvan, Olivier Schwartz und Fabrice Tarrin, 4 Bände
- 2008–2010: Der große Uhu mit Romain Hugault, 3 Bände
- seit 2011: Gastoon mit Jean und Simon Léturgie, 2 Bände
- 2012: Gringos Locos, ein Band mit Olivier Schwartz
- 2012–2014: Der Pilot mit dem Edelweiß, mit Romain Hugault, 3 Bände
- 2014–2023: Angel Wings, mit Romain Hugault, 8 Bände
- seit 2018: Thorgal (ab Band 36) mit Grzegorz Rosiński (Band 36) und Fred Vignaux (Band 37), 2 Bände